# Atractus werneri
Atractus werneri — вид змій родини полозових (Colubridae). Ендемік Колумбії. Вид названий на честь австрійського зоолога Франца Вернера.

## Поширення і екологія
Atractus werneri мешкають на західних схилах Східного хребта Колумбійських Анд, в департаментах Кундінамарка і Бояка. Вони живуть у субандійських тропічних лісах, на висоті від 1200 до 2460 м над рівнем моря.